# Sakura超特急
「Sakura超特急」（さくらちょうとっきゅう）は、日本の女性アイドルグループ、あかぎ団の楽曲。2016年3月23日にあかぎ団の12枚目のシングルとしてOriental Recordsから発売された。